# Мізен-Гед
51°27′01″ пн. ш. 9°49′10″ зх. д. / 51.450277777778° пн. ш. 9.8194444444444° зх. д.
Мис Мізен-Гед (англ. Mizen Head, ірл. Carn Uí Néid) — крихітний півострів, південна точка Ірландії. Він відноситься до графства Корк і знаходиться на півострові Кілмор, район Карбері.

## Опис
Мізен-Гед є першою та останньою точкою Європи, яку бачать моряки. Мис вважається однією з головних точок трансатлантичного шляху і знаходиться на висоті 102 м над рівнем моря. Це найпівденніша точка Ірландії, яку місцеві жителі називають «краєм землі».
Мис Мізен-Гед приваблює геологів, які бажають побачити, як протягом тисячоліть формувалася земна кора. Поруч проходить уявна лінія між Атлантичним океаном та Ірландським морем. Найближчим поселенням є невелике, але мальовниче село Дуррус, яке вважається останнім куточком цивілізації перед початком дикої природи.

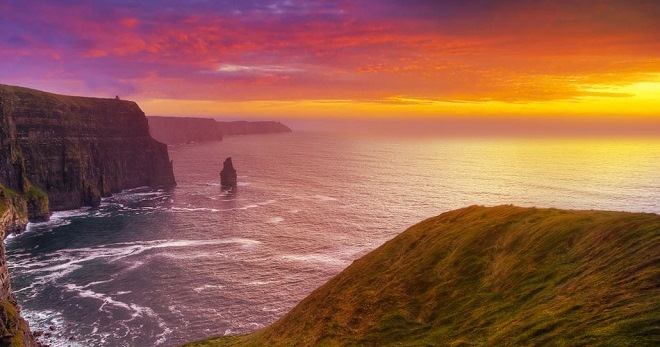
Мис Мізен-Гед. Ірландія

На мисі Мізен-Гед знаходиться туристичний центр, де можна отримати всю інформацію про місцевість. Поруч розташоване невелике кафе, в якому за доступними цінами подають зігрівальні напої та бутерброди. Варто враховувати, що це відкрита територія, тому тут практично цілий рік дме сильний вітер, при цьому з листопада по березень він закритий для відвідування з міркувань безпеки. Вхід на мис платний, квиток коштує близько 6 доларів. За цю ціну можна відвідати маяк та оглядові майданчики. Зазвичай туристи проводять тут від 1 до 2 години.

## Сигнальна станція
Мізен-Гед є півостровом, який відрізаний від основної суші глибокою прірвою. Над нею протягнутий великий арочний міст, що веде до старовинної сигнальної станції. У минулі часи тут знаходилися метеослужба та маяк, де працювало кілька людей.
Сьогодні Мізен-Гед є музейною експозицією та належить до стратегічних об'єктів. Сигнальну станцію звели на мисі, щоб попереджати кораблі про небезпечний берег. В експозиції також представлені різноманітні навігаційні засоби та фотографії даної місцевості.